# Argoravinia rufiventris
Argoravinia rufiventris är en tvåvingeart som först beskrevs av Christian Rudolph Wilhelm Wiedemann 1830.  Argoravinia rufiventris ingår i släktet Argoravinia och familjen köttflugor. Inga underarter finns listade i Catalogue of Life.